# Burgena arruana
Burgena arruana är en fjärilsart som beskrevs av Jean Baptiste Boisduval 1874. Burgena arruana ingår i släktet Burgena och familjen nattflyn. Inga underarter finns listade i Catalogue of Life.